# 산마르코 고개
산마르코 고개(이탈리아어: Passo San Marco)는 베르가모 알프스의 발브렘바나와 발텔리나를 연결하는 산길이다.

## 역사
16세기 후반, 베르가모시와 그 주변 지역은 베니스 공화국의 일부였으며, 발텔리나는 그리종의 일부였다. 세기 말에 베니스 공화국은 밀라노 공국을 건너지 않고 그리종과 공화국 사이에 새로운 도로 연결을 만들 수 있는 새로운 도로를 건설하기로 결정했다. 그래서 산마르코 고개의 포장도로가 건설되었다. 해발 1,830m의 고개 근처에는 겨울철 여행자들을 돌보기 위해 16세기 후반에 지어진 카 산 마르코(Ca San Marco) 주택이 있다. 제2차 세계 대전 이후 몇 년 동안 새로운 도로가 건설되었다. 지로 디탈리아 2007년 행사에서 산마르코 고개를 등반했다.